# Sérgio Paulinho
Sérgio Miguel Moreira Paulinho (* 26. března 1980, Oeiras) je portugalský silniční profesionální cyklista jezdící za ProTour stáj Team RadioShack. V roce 2001 získal bronzovou medaili na mistrovství světa do 23 let v časovce jednotlivců. Na letních olympijských hrách 2004 získal stříbrnou medaili v silničním závodě jednotlivců. Dokázal vyhrát 2 etapy na Tour de France a 1 na Vuelta a España.

## Úspěchy
2002
vítěz prologu na Kolem Portugalska
vítěz 2 etap na Kolem Portugalska
3.  na mistrovství světa do 23 let v časovce jednotlivců
2004
mistr  Portugalska v časovce jednotlivců
vítěz 2 etap na Kolem Portugalska
2.  na olympijských hrách v silničním závodě
2006
vítěz etapy na Vuelta a España
2008
mistr  Portugalska v časovce jednotlivců
2009
vítěz 4. etapy na Tour de France (časovka družstev)
2010
vítěz 10. etapy Chambéry – Gap na Tour de France